# (23963) 1998 WY8
(23963) 1998 WY8 est un astéroïde troyen de Jupiter de 19,945 km de diamètre découvert en 1998.

## Description
(23963) 1998 WY8 a été découvert le 18 novembre 1998 à Chichibu, dans la préfecture de Saitama, au Japon, par Naoto Satō.

### Caractéristiques orbitales
L'orbite de cet astéroïde est caractérisée par un demi-grand axe de 5,19 UA, un périhélie de 4,74 UA, une excentricité de 0,09 et une inclinaison de 4,14° par rapport à l'écliptique. Du fait de ces caractéristiques, à savoir un demi-grand axe compris entre 4,6 et 5,5 UA et un périhélie inférieur à 0,3 UA, il est classé, selon la JPL Small-Body Database, astéroïde troyen de Jupiter du camp troyen. Il est situé au point de Lagrange L4 du système Soleil-Jupiter.

### Caractéristiques physiques
(23963) 1998 WY8 a une magnitude absolue (H) de 11,6 et un albédo estimé à 0,102, ce qui permet de calculer un diamètre de 19,945 km. Ces résultats ont été obtenus grâce aux observations du Wide-Field Infrared Survey Explorer (WISE), un télescope spatial américain mis en orbite en 2009 et observant l'ensemble du ciel dans l'infrarouge, et publiés en 2012 dans un article regroupant les caractéristiques de 478 astéroïdes troyens,.